# Georychus capensis
Georychus capensis (Georychus capensis Pallas, 1778) è un roditore della famiglia dei Batiergidi, unica specie del genere Georychus (Illiger, 1811), diffuso nell'Africa meridionale.

## Descrizione

### Dimensioni
Roditore di medie dimensioni, con la lunghezza della testa e del corpo tra 155 e 204 mm, la lunghezza della coda tra 20 e 40 mm, la lunghezza del piede tra 27 e 35 e un peso fino a 181 g.

### Caratteristiche craniche e dentarie
Il cranio è appiattito dorsalmente, gli esemplari più anziani presentano una distintiva cresta sagittale e nucale. Il foro infra-orbitale  è piccolo ed arrotondato, con le pareti spesse. I denti masticatori superiori anno ciascuno una stretta rientranza interna ed una esterna che persistono anche negli adulti. Gli incisivi superiori sono lisci.
Sono caratterizzati dalla seguente formula dentaria:

### Aspetto
La pelliccia è densa e lanosa. Le parti dorsali sono rossastre, talvolta con dei riflessi brunastri, mentre le parti ventrali sono bianco argentate. La testa è grande, tozza, nera, color carbone o bruno-rossastra. Il muso e le labbra sono bianche. Gli occhi sono neri e sono circondati da anelli bianchi. Una grande macchia bianca è presente intorno ad ogni meato uditivo. Le zampe sono solitamente bianche. La coda è molto corta, rosata e con un certo numero di rigidi peli bianchi. Le femmine hanno un paio di mammelle pettorali e due paia inguinali. Il cariotipo è 2n=54 FNa=100.

## Biologia

### Comportamento
È una specie fossoria, strettamente solitaria ed altamente territoriale. Può occupare più tane soltanto durante la stagione riproduttiva, quando sono presenti maschi riproduttivi o femmine con piccoli. Il sistema di cunicoli può superare i 130 metri in lunghezza ed ogni tana ha un diametro di 10 cm. Il sistema di gallerie include un nido centrale, un magazzino di cibo ed una latrina, situata molto distante dal nido. Il deposito di cibo consiste in geofite ammassate con il terriccio. Sono stati osservati in alcune occasioni anche al suolo, particolarmente dopo il tramonto.

### Alimentazione
Si nutre principalmente di bulbi, tuberi e cormi di piante delle famiglie Scilloideae, Iridaceae e Oxalidaceae, la cui maggior parte contiene sostanze tossiche per il bestiame ma non per questi roditori.

### Riproduzione
Sono presenti stagioni riproduttive, con le nascite tra agosto e settembre. Danno alla luce 3-10 piccoli almeno due volte all'anno dopo una gestazione di 44 giorni. Alla nascita i piccoli sono nudi e ciechi. La peluria appare dopo una settimana, gli occhi si aprono al nono giorno e possono mangiare cibo solido dopo quasi due settimane. Vengono svezzati dopo 28 giorni. 

## Distribuzione e habitat
Questa specie è diffusa nelle regioni con più di 500 mm di precipitazioni annue del Sudafrica, nella Provincia del Capo Occidentale a nord fino a Citrusdal e Nieuwoutdwal e verso est fino a Port Elizabeth e nel Transkei. Popolazioni isolate sono presenti nel KwaZulu-Natal, lungo i confini con il Lesotho e nello Mpumalanga.
Vive nelle foreste costiere e montane, nel fynbos e nelle praterie fino a 1.700 metri di altitudine.

## Conservazione
La IUCN Red List, considerato che si tratta di una specie comune ed adattabile, con una distribuzione relativamente estesa e senza minacce rilevanti, classifica G.capensis come specie a rischio minimo (Least Concern).